# Уиндзър (Онтарио)
Вижте пояснителната страница за други значения на Уиндзър.
Уиндзър, или Уиндзор (на английски: Windsor), е град в Канада, провинция Онтарио, окръг Есекс. Разположен в сърцето на Северна Америка, Уиндзър е важен транспортен център и най-натоварено пристанище. Градът е и международен портал, през който милиони чуждестранни туристи влизат в страната всяка година.

## География
Населението на града е 210 891 души през 2011 година.
Уиндзор е най-южният град на Канада, разположен на брега на река Детройт, в крайния югозападен ъгъл на провинция Онтарио, точно срещу центъра на град Детройт, щата Мичиган, САЩ, разположен на отсрещния бряг. Градовете са свързани чрез моста „Амбасадор“ и тунел.

## История
Районът е посетен от йезуитски мисионери и френски изследователи през 17 век. Трайното заселване на региона започва след основаването на Детройт през 1701 г. Мястото на града е заселено през 1749 година, село Уиндзор получава статут на град през 1892 г.
В района се води битката за Уиндзор по време на Въстанието в Горна Канада (Upper Canada Rebellion) от 1838 година, както и сражения от Патриотичната война (Уиндзор ) по-късно същата година. Производството на военни материали по време на Втората световна война и следвоенното търсене на автомобили, води до значителен ръст на икономиката и населението.

## Икономика
Уиндзър е петият най-голям производствен център на Канада. Близостта на Детройт – наричан „автомобилната столица на САЩ“, способства Уиндзор да се развие като център на автомобилната промишленост на Канада. Компании като Chrysler, Ford и General Motors продължават да инвестират сериозно в града. Развити са също фармацевтичната и химическата промишленост и металургията.

## Личности
- Шаная Туейн (р. 1965) – поп/кънтри певица